# David A. Hughes
Pour les articles homonymes, voir David Hughes et Hughes.
David A. Hughes, né  à Birkenhead (Royaume-Uni) le 25 avril 1960, est un compositeur britannique.

## Filmographie
- 1983 : Le Choix des seigneurs (I Paladini - storia d'armi e d'amori)
- 1984 : C.H.U.D.
- 1993 : Beyond Bedlam
- 1993 : Leon the Pig Farmer
- 1994 : A Feast at Midnight
- 1994 : Dinner in Purgatory
- 1995 : Rocket Man II
- 1995 : Proteus
- 1995 : Welcome II the Terrordome
- 1995 : Solitaire for 2
- 1995 : Clockwork Mice
- 1996 : Eunice the Gladiator
- 1997 : Darklands
- 1997 : The Man Who Made Husbands Jealous (feuilleton TV)
- 1997 : Brittle Glory
- 1997 : Black Velvet Band (TV)
- 1998 : Stiff Upper Lips
- 1998 : What Rats Won't Do
- 1998 : The Real Howard Spitz
- 1998 : Arnaques, Crimes et Botanique (Lock, Stock and Two Smoking Barrels)
- 1999 : The Valley
- 1999 : One More Kiss
- 1999 : Le Célibataire (The Bachelor)
- 2000 : Chain of Fools
- 2001 : Warship (TV)
- 2001 : The Lost Legions of Varus (TV)
- 2001 : Large
- 2002 : Amitié dangereuse (New Best Friend)
- 2002 : Silent Cry
- 2003 : Hello Friend
- 2003 : The Virgin of Liverpool
- 2003 : Shooting Blanks
- 2004 : Working the Thames (série TV)
- 2004 : Fat Slags
- 2005 : In Your Dreams
- 2005 : Bob le majordome (Bob the Butler)
- 2005 : Un long week-end
- 2005 : Funland (série TV)